# Павлівка (Верхньодніпровська міська громада)
Павлі́вка — село в Україні, у Кам'янському районі Дніпропетровської області. Населення за переписом 2001 року складало 115 осіб. Входить до складу Верхньодніпровської міської громади.

## Географія
Село Павлівка знаходиться за 1,5 км від правого берега Кам'янського водосховища, примикає до села Бородаївка. Через село проходить автомобільна дорога Н08.

## Населення

### Мова
Розподіл населення за рідною мовою за даними перепису 2001 року:
| Мова       | Кількість | Відсоток |
| ---------- | --------- | -------- |
| українська | 103       | 89.57%   |
| російська  | 12        | 10.43%   |
| Усього     | 115       | 100%     |